# Diploglottis cunninghamii
Diploglottis cunninghamii är en kinesträdsväxtart som först beskrevs av William Jackson Hooker, och fick sitt nu gällande namn av J. D. Hook.. Diploglottis cunninghamii ingår i släktet Diploglottis och familjen kinesträdsväxter. Inga underarter finns listade i Catalogue of Life.